# Farnesol
Farnesolul este un compus organic natural cu 15 atomi de carbon, fiind un alcool sescviterpenic aciclic. Este un compus lichid, incolor, hidrofob, miscibil cu uleiuri. Este produs din compuși izoprenici, adică unități de 5 atomi de carbon, în specii de plante și animale. Este un intermediar major în biosinteza tuturor sescviterpenoidelor aciclice.
Este utilizat ca deodorant în produsele cosmetice. Utilizarea sa în parfumerie este restrânsă, deoarece multe persoane pot deveni sensibile la farnesol.